# Брюникель (виконтство)
Виконтство Брюникель (фр. Vicomté de Bruniquel) — феодальное владение на территории графства Альби (юг современной Франции).

## История
Виконтство Брюникель располагалось на территории графства Альби. Первым виконтом был Пьер Атон I, известный только благодаря своей супруге Гиллерме, дочери Раймунда Бернара, виконта Альби и Нима. Их свадьба состоялась 29 октября 1069 года.
Старший сын и наследник Пьера Атона I — Пьер Атон II, сыновья которого  Адемар и Арно оба носили титул виконта Брюникеля. Брат Пьера Атона II Арманд (ум. ок. 1120) также в документах назван с титулом виконта.
В 1160 году упоминается, что некий виконт сделал пожертвования в аббатство Муассак. Он также мог быть виконтом Брюникеля, хотя это невозможно подтвердить. Вероятно, виконтство вскоре после или ранее этого перешло обратно к графству Альби, из которого оно и выделилось.
В декабре 1224 года виконтом Брюникеля стал внебрачный сын Раймунда VI, графа Тулузы Бертран I (ок. 1198 — октябрь/ноябрь 1249), получив виконтство от отца. Ему наследовал сын — Бертран II (ум. после 1295). 

## Список виконтов Брюникеля

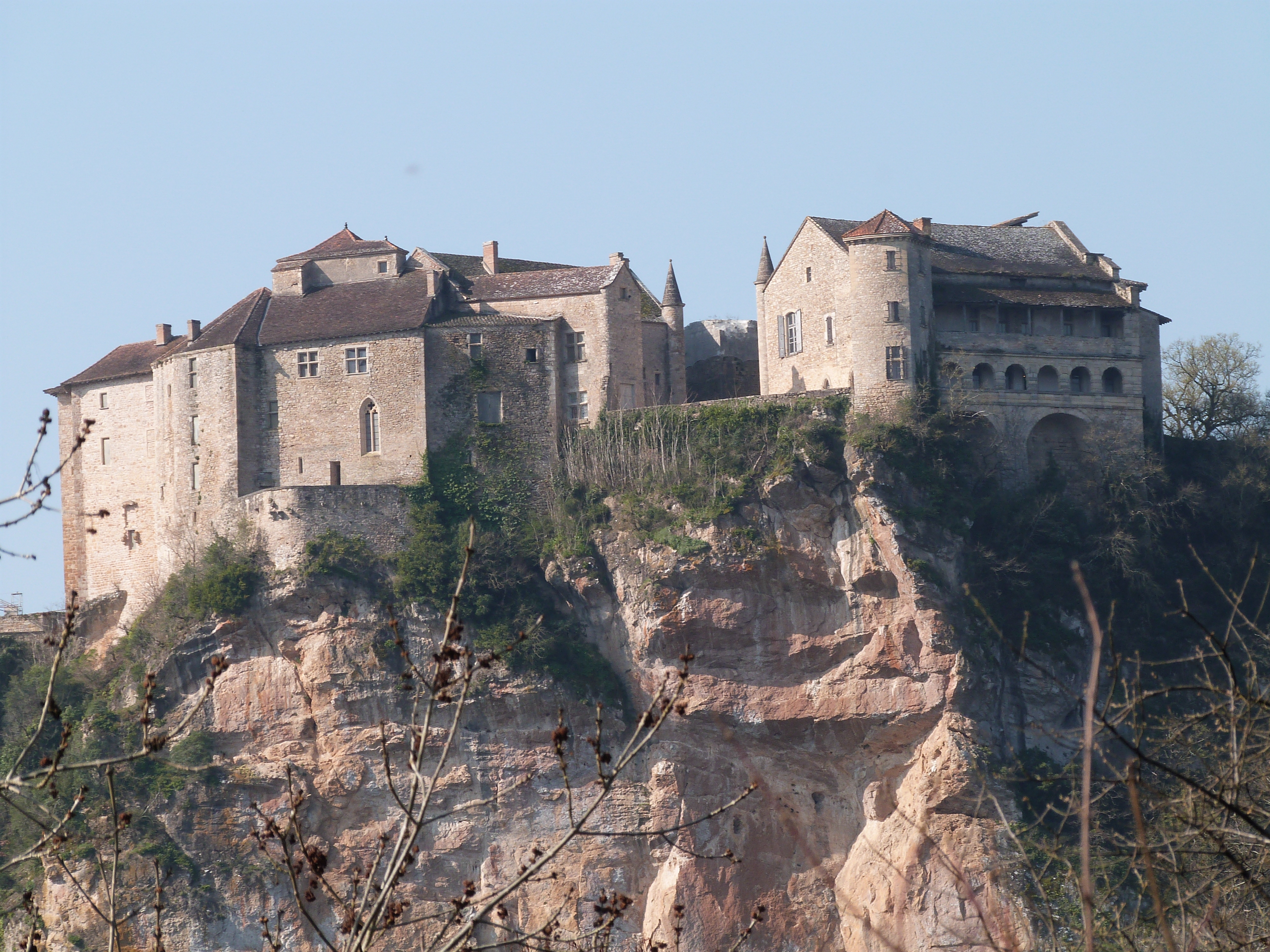
Замок Брюникель

Дом де Брюникель (XI век—после 9 мая 1105)
- Пьер Атон I — виконт Брюникеля
- Пьер Атон II (ум. после 1139) — виконт Брюникеля, сын предыдущего
- Адемар (ум. после 18 сентября 1156) — виконт Брюникеля, сын предыдущего
- Бернар II (ум. после 18 сентября 1156) — виконт Брюникеля, брат предыдущего

Тулузский дом (декабрь 1224—после 1295)
- Бертран I (ок.1198—октябрь/ноябрь 1249) — виконт Брюникеля, сын Раймунда VI, графа Тулузы
- Бертран II (ум. после 1295) — виконт Брюникеля, сын предыдущего